# Chanuelhas
Chanuelhas (italià Canosio, piemontès Cianeus) és un municipi italià, situat a la regió del Piemont. L'any 2007 tenia 83 habitants. Està situat a la Val Maira, dins de les Valls Occitanes. Limita amb els municipis d'Acelh, Argentera, Marmora, Pietraporzio, Prazzo i Sambuco.

## Administració
| Període | Identitat     | Partit        |
| ------- | ------------- | ------------- |
| 2004-   | Aldo Petrocco | Llista cívica |